# رابرت ام. لا فولت، سینیور
رابرت ام. لا فولت، سینیور (به انگلیسی: Robert M. La Follette, Sr.) وکیل و سیاستمدار آمریکایی بود. او در سال‌های ۱۹۰۵ تا ۱۹۲۵ میلادی سناتور ایالت ویسکانسین در سنای ایالات متحده آمریکا بود.